# 贾汪起义

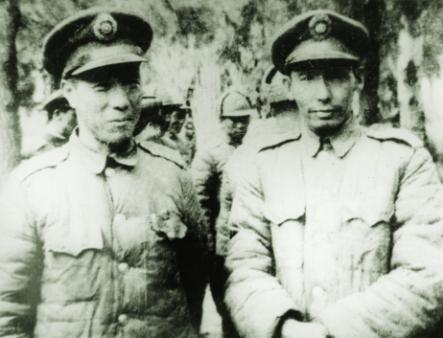
1948年，张克侠（右）与何基沣

贾汪起义也稱為賈汪投共，是中国第二次国共内战中淮海战役初期，由中国共产党筹划的中华民国国军内部进行的一场大规模起义。

## 背景
在淮海战役前夕，冯玉祥西北军旧部第三绥靖区在徐州和黄百韬兵团之间运河一线和解放军华东野战军对峙。第三绥靖区司令部在徐州，前线指挥部在徐州贾汪。第三绥靖区包括第59军、第77军。这两个军其前身是卢沟桥事变中的抗日军队第29军和张自忠领导的第33集团军。冯治安为第三绥靖区总司令，何基沣、张克侠为副司令官。何、张两人都是共产党地下党员。何基沣去过延安，张克侠是周恩来亲自介绍入党的。

## 经过
华东野战军副司令员粟裕遣使华东野战军13纵队的联络部长杨斯德去和何基沣、张克侠联系，争取他们动员更多将领叛變，另一方面在绝对优势兵力的情况下，组织包围这支孤军，并计划对其进行围歼。何基沣、张克侠投誠的态度很积极，但也坦诚他们没有能力令２个军的人都投诚，因为他们两个都是只有副司令这个虚职。要争取士兵和军里其他干部的意见。张克侠的态度比较谨慎，表示没有把握争取冯治安。虽然何基沣、张克侠二人力劝部下投誠，但其下面所辖77军与59军的态度并不同，77军倾向投誠，59军则倾向抵抗。
1948年11月6日，淮海战役开始。解放军重点攻击第三绥靖区东面的黄百韬兵团。11月7日，粟裕命令华野第七纵队立刻向驻守在万年闸地区的59军守军发动猛攻，59军守军不敌，几小时就损失一个营，对59军的士气造成巨大震动。张克侠向冯治安提出去贾汪参加作战指挥，并通过何基沣及五十九军高级将领也向冯提出同样要求，冯一概拒绝，决定11月7日把各军长请到徐州的第三绥靖区总部，由张克侠主持开会讨论作战计划。绥靖区参谋长陈继淹参加；第五十九军军长刘振三不在，由副军长孟绍濂参加；第七十七军军长王长海有病，由副军长许长林参加。11月7日晚，冯治安宴请在徐州的邱清泉等人，留下陈继淹等人继续开会。何基沣从贾汪来电话找张克侠，杨斯德在电话中催促张克侠即刻到贾汪，张克侠告诉何、杨：“现在还在开会，会后争取早去”。夜间十二点多，冯治安回到绥靖区询问讨论如何，盂绍濂副军长回答：“还是需要张副司令到前方去”。冯说：“今晚谈不完，明天继续谈。”坚持不让我前去。张克侠知道明天（八日）军队就要开始起义行动，孟绍濂等在此，部队无人指挥，势必混乱，于是提议：“前方紧急，指挥官都在这里很不利，今晚必须先让他们回去做好准备，明日可再来。”冯表示同意。11月8日凌晨一点多会议暂停，孟绍濂副军长等回前线。
11月8日凌晨，第59军副军长孟绍濂从徐州赶回来后，立即在五十九军军部召集军、师领导会议，杨斯德出席并宣布了起义计划。当谈到有些反动分子可能破坏起义时，第180师崔振伦师长拔出手枪说：“谁反对，以手枪对待。”最后大家完全同意起义，决定11月8日中午12时出发，向台儿庄集结。绥靖区前进指挥所通信官樊云门把无线电台及电话都已控制起来。把冯治安和刘振三家中的东西也放在柴油车上运往徐州。此后禁止任何人去徐州。何基沣还动员了第三绥靖区干训团教育长刘自珍中将、绥靖区副官处处长薛绍仁上校等参加起义，从绥靖区前指直属单位拉出来两千多人。
散会后张克侠决心火速自行去贾汪前线，家里的东西基本未动，以免被察觉。11月8日凌晨四时左右，张克侠要来吉普车，带一个随从，从徐州向贾汪出发。张克侠一出发，绥靖区参谋长陈继淹便知道了。8日早晨，陈继淹到冯治安楼下一层，对冯的随从高级参谋尹心田说：“张副司令开小差了，你知道吗？”说完就上楼向冯治安报告。半小时后，冯下楼叫尹心田准备汽车去徐州剿总向刘峙“报告张副司令的事”。尹说：“事情还没有弄清楚就去报告，万一错了，刘峙一定会批评你过于张惶”“最好先打电话到各处，问问张副司令是否在那里，如果在那里，请张副司今回个电话。”冯治安没有立即去剿总报告。张克侠在由徐州去贾汪的中途，经过第132师过家芳的师部，与过家芳谈话后，打电话给何基沣说即刻到达贾汪。 
11月8日上午八时张克侠到达贾汪的绥靖区前进指挥所。为了稳住冯治安，张克侠打电话给冯：“前方吃紧，我到前方来了。解放军昨晚已开始攻击运河闸了，在这重大战争面前，我必须和我们部队同生死共患难，我希望你也来前方。”冯命张在前方负责指挥。为防止迟恐生变，张命令提前2小时与上午10时各部队开始行动，当晚都陆续开到台儿庄附近。这时，很多部队下级军官及士兵不知道起义，谣言很多。张克侠等到几个部队说明了起义的必要。
11月9日早晨，在一些人的煽动部下，一部分人开了小差。张克侠和师长崔振伦到段逢源团，讲话安定军心。段团是起义部队中最完整的一个团。11月9日当天，解放军的大部队向台儿庄开来，迅速向南去截击黄百韬兵团。起义部队由专门来台儿庄欢迎的第三野战军政治部联络部部长陈同生、鲁南军区政治部联络部部长华诚一等人带路向临沂开拔。在临沂休息一夜，又开往莒南、大店一带休整。
11月28日，全体起义官兵通电全国。12月月9日，华东野战军首长陈毅、张云逸、粟裕、谭震林等复电慰勉。毛泽东主席、朱德总司令在12月10日来电奖励，指出在徐州前线率部起义，加入人民解放军行列，极有助于革命战争的发展。
| 姓名   | 籍贯     | 职务                              | 军衔 |
| ------ | -------- | --------------------------------- | ---- |
| 何基沣 | 河北藁城 | 第3绥靖区副司令官、前进指挥所主任 | 中将 |
| 张克侠 | 河北献县 | 第3绥靖区副司令官                 | 中将 |
| 孟绍濂 | 河北阜平 | 第59军副军长                      | 中将 |
| 刘自珍 | 天津     | 第3绥靖区干训团教育长             | 中将 |
| 崔振伦 | 山东淄川 | 第180师师长                       | 少将 |
| 杨干三 | 江苏丰县 | 第38师师长                        | 少将 |
| 过家芳 | 安徽蒙城 | 第132师师长                       | 少将 |
| 孙长坡 |          | 第132师副师长                     | 少将 |
| 彭秉信 |          | 第3绥靖区高参                     | 少将 |
| 刘景岳 |          | 第59军参谋长                      | 少将 |
| 李致远 |          | 第59军参议                        | 少将 |
| 薛绍仁 |          | 第3绥靖区副官处处长               | 上校 |
| 于麟章 |          | 第38师副师长                      | 上校 |
| 邢炳南 |          | 第180师副师长                     | 上校 |
| 陈乃昌 |          | 第132师参谋长                     | 上校 |
| 时云朗 |          | 第59军炮兵指挥官                  | 上校 |

## 影响
贾汪起义造成国军防线在中间开了一个大口子。华东野战军迅速插到徐州和正在逃往徐州的黄百韬兵团之间，使得黄百韬兵团被包围，直接导致国民党丢失宿县，徐州30万国军后路被截断。黄百韬兵团的歼灭是淮海战役徐蚌戰役中解放军取得的第一个军事大胜利，为中共在淮海战役取得全盘胜利打下了基础。11月18日，毛泽东在电报中写道“北线何、张起义是（淮海战役）第一个大胜利”。

## 后续
華東野戰軍
第8兵團第34軍（含第100、第101、第102師），軍長何基灃，政委趙啟民
第9兵團第33軍（含第97、第98、第99師），軍長張克俠，政委韓念龍